# 동섬
동섬은 전라남도 나주시 영산강 유역에 위치한 섬이다. 4대강 사업 때 골재 채취용으로 사라질 예정이었으나, 보존되어 현재도 남아있다. 강변과 통하는 나무다리가 놓여 출입이 가능하다.